# 1530
1530 (MDXXX) var ett normalår som började en lördag i den julianska kalendern.

## Händelser

### Mars
- 29 mars – Paracelsus bevittnar en partiell solförmörkelse i Regensburg. Solförmörkelsen inspirerade honom att skriva De eclipsi solis.

### Juni
- 25 juni – Den Augsburgska bekännelsen, undertecknad av sju furstar och två fria riksstäder, läses upp för den tysk-romerske kejsaren Karl V under riksdagen i Augsburg.[1]

### Augusti
- 8 augusti – Ett möte hålls med danskarna i Varberg; Sverige får behålla Viken (norra Bohuslän) i sex år.

### Okänt datum
- Domprost Olaus Magnus avsätts från sina befattningar i Sverige och hans egendomar konfiskeras av kronan.
- Gustav Vasa beslutar att varje svensk sockens största eller näst största kyrkklocka skall beslagtas för att betala den svenska skulden till Lübeck med.
- Gustav reser till Finland efter upproren i Sverige. Frälset utsätts för räfst och kyrkans makt beskärs.
- Olaus Petris En liten postilla, den första svenska handboken i evangelisk predikan, utkommer.
- Det råder spannmålsbrist i Sverige.
- Portugiserna börjar kolonisera Brasilien.  Affonso da Souza inför sockerrörsodlingen.

## Födda
- 25 augusti – Ivan IV av Ryssland, Ivan den förskräcklige, rysk tsar 1547–1584.
- Laurentius Petri Gothus, svensk ärkebiskop 1573–1579 (född detta eller föregående år).
- Jöran Persson, svensk politiker och kunglig rådgivare (född omkring detta år).
- Clas Eriksson Fleming, svensk friherre och riksråd, riksamiral 1571–1595 och riksmarsk 1590–1597 (född omkring detta år).
- Vincenza Armani, italiensk konstnär.

## Avlidna
- Erik Trolle, svensk riksföreståndare 1512, far till ärkebiskop Gustav Trolle.
- Properzia de' Rossi, italiensk skulptör.
- Juana la Beltraneja, kastiliansk prinsessa och tronpretendent.
- 1 december – Margareta av Österrike, regent och ståthållare i Nederländerna.

### Fotnoter
1. ↑  Nordisk familjebok 1884 - Konfutation (läst 4 april 2011)